# بريدراغ فويوفيتش
بريدراغ فويوفيتش هو لاعب كرة قدم صربي في مركز الوسط، ولد في 20 أغسطس 1983 في بار في الجبل الأسود. لعب مع نابريداك كروشيفاتس ونادي فويفودينا ونادي كيكسكيميت.

## وصلات خارجية
- بريدراغ فويوفيتش على موقع قاعدة بيانات كرة القدم.إي يو (الإنجليزية)
- بريدراغ فويوفيتش على موقع Soccerway.com (الإنجليزية)